# F.N
F.N è un singolo del rapper statunitense Lil Tjay, pubblicato il 22 agosto 2019 come primo estratto dall'EP omonimo. Il singolo è incluso anche nel primo album in studio dell'artista, True 2 Myself.

## Composizione
La traccia presenta un ritmo trap midtempo. Nel brano, Lil Tjay riflette sulla sua ascesa alla fama, e sul suo impatto sui suoi rapporti con le persone che ha fatto prima del suo successo. In un'intervista con Complex, Tjay ha affermato che la canzone è composta dall'artista che parla dei suoi risentimenti verso spie e infiltrati"; nel ritornello parla di come il tradimento lo abbia indurito.

## Tracce
1. F.N – 3:44 (testo: Tione Merritt, Matthew Bell, Artem Romanov – musica: VZNARE)

## Classifiche
| Classifica (2019-2021) | Posizione massima |
| ---------------------- | ----------------- |
| Canada                 | 39                |
| Grecia                 | 56                |
| Irlanda                | 73                |
| Regno Unito            | 69                |
| Stati Uniti            | 56                |